# Illiasu Shilla
Illiasu Shilla (ur. 26 października 1982 w Temie) – ghański piłkarz występujący na pozycji obrońcy.

## Przebieg kariery
Illiasu zawodową karierę rozpoczynał w zespole grającym w ghańskiej Premier League – King Faisal Babes. Spędzając tam sezony od 2003 do 2005 nie osiągnął znaczących sukcesów, ale został zauważony przez trenerów wielokrotnego mistrza Ghany Asante Kotoko, gdzie został kupiony na rok. Po dobrej grze i intensywnych treningach wywalczył miejsce w pierwszej jedenastce. Został powołany na Mistrzostwa Świata w Niemczech, gdzie pokazał się z dobrej strony i kilka dni po przyjeździe do ojczyzny ofertę kupna złożyła rosyjska drużyna Saturn Ramienskoje, gdzie występował z innym ghańskim piłkarzem Baffourem Gyan’em. W 2009 roku odszedł z klubu, a kolejny znalazł w 2011 roku. Był to Real Tamale United. Jeszcze w 2011 roku zmienił klub i odszedł do ormiańskiego Impulsu Diliżan. W 2013 roku zakończył tam karierę.

## Kariera reprezentacyjna
W kadrze narodowej zadebiutował kilka tygodni przed Mistrzostwami Globu, 29 maja 2006 roku przeciwko Jamajce, kiedy rozegrał całe spotkanie. Został powołany jako ostatni obrońca do całej kadry na mistrzostwa, gdzie z narodowymi kolegami grał do 1/8 finału. Łącznie rozegrał 315 minut, trzy razy był faulowany i trzy razy faulował. Dostał również żółtą kartkę.
W drużynie narodowej rozegrał 13 spotkań.